# جلال موسوی
جلال موسوی بازیگر و چهره‌پرداز فیلم اهل ایران است.

## فیلمشناخت

### بازیگری در سینما
1. بادام‌های تلخ (۱۳۷۸)
2. عشق کافی نیست (۱۳۷۷)
3. زندگی (۱۳۷۶)
4. یاغی (۱۳۷۶)
5. آفتاب‌نشین‌ها (۱۳۶۰)
6. جنگ اطهر (۱۳۵۸)
7. حق و ناحق (۱۳۵۷)
8. گدای اشراف‌زاده (۱۳۵۷)
9. اشک رقاصه (۱۳۵۶)
10. رفاقت (۱۳۵۶)
11. فریادرس (۱۳۵۶)
12. فقط آقا مهدی می تونه (۱۳۵۶)
13. مرد خدا (۱۳۵۶)
14. تنهایی (۱۳۵۵)
15. رامشگر (۱۳۵۵)
16. کلک نزن خوشگله (۱۳۵۵)
17. آقای جاهل (۱۳۵۲)
18. جبار سرجوخه فراری (۱۳۵۲)
19. خیالاتی (۱۳۵۲)
20. در آخرین لحظه (۱۳۵۲)
21. شیخ صالح (۱۳۵۲)
22. ستارخان (۱۳۵۱)
23. قایقرانان (۱۳۵۱)
24. مردی در طوفان (۱۳۵۱)

### سرمایه‌گذار
1. زندگی (۱۳۷۶)

### چهره پردازی در سینما
1. دوباره با هم (۱۳۹۰)
2. پرسه در مه (۱۳۸۸)
3. پستچی سه بار در نمی‌زند (۱۳۸۷)
4. زندگی با چشمان بسته (۱۳۸۷)
5. ملک سلیمان (۱۳۸۷)
6. وقتی همه خوابیم (۱۳۸۷)
7. خدا نزدیک است (۱۳۸۵)
8. گوشواره (۱۳۸۵)
9. او (۱۳۸۲)
10. روایت سه‌گانه (اپیزود دوم، شوخی‌های خدا) (۱۳۸۲)

### با تشکر از
1. مومیایی ۳ (۱۳۷۸)